# Algoritmo di Sturm
L'algoritmo di Sturm è un algoritmo usato per calcolare il numero di radici reali di un polinomio a coefficienti reali che cadono in un determinato intervallo {\displaystyle (a,b)}.

## Algoritmo
Sia {\displaystyle f(x)} un polinomio di grado {\displaystyle n}, definiamo la successione di polinomi
{\displaystyle \left\{{\begin{matrix}f_{1}(x)=f(x)\\f_{2}(x)=f'(x)\\f_{i}(x)=-\left\{f_{i-2}(x)\mod f_{i-1}(x)\right\}&\forall i=3,2,...,m\end{matrix}}\right.}
dove con {\displaystyle A(x)\mod B(x)} si indica il polinomio resto nella divisione del polinomio {\displaystyle A(x)} per il polinomio {\displaystyle B(x)}.
Il numero di distinti zeri reali di {\displaystyle f(x)} nell'intervallo {\displaystyle [a,b]}, con {\displaystyle f(a)\neq 0}  e {\displaystyle f(b)\neq 0}, è uguale a {\displaystyle V(a)-V(b)}, dove {\displaystyle V(x)} indica il numero di volte che gli elementi della successione {\displaystyle f_{1}(x),f_{2}(x)...f_{m}(x)} cambiano di segno, ignorando gli zeri.

## Dimostrazione
La successione {\displaystyle \left\{f_{i}(x)\right\}_{i=1,2,...,m}} è una sequenza di Sturm, abbiamo che
{\displaystyle f(x)=(x-z_{1})^{\mu _{1}}(x-z_{2})^{\mu _{2}}...(x-z_{r})^{\mu _{r}}g(x)}
dove {\displaystyle z_{i}} è uno zero reale di {\displaystyle f(x)} con molteplicità {\displaystyle \mu _{i}} mentre {\displaystyle g(x)} è un polinomio senza radici reali. Per cui
{\displaystyle {\frac {f'(x)}{f(x)}}={\frac {f_{2}(x)}{f_{1}(x)}}=\sum _{k=1}^{r}{\frac {\mu _{k}}{x-z_{k}}}+g(x)}
considerando che le molteplicità sono tutte positive si ottiene
{\displaystyle I_{a}^{b}{\frac {f_{2}(x)}{f_{1}(x)}}=r}
dove si è usato l'indice di Cauchy, il teorema sulle sequenze di Sturm afferma
{\displaystyle I_{a}^{b}{\frac {f_{2}(x)}{f_{1}(x)}}=V(a)-V(b)}
da cui la tesi.